# 青色防犯パトロール

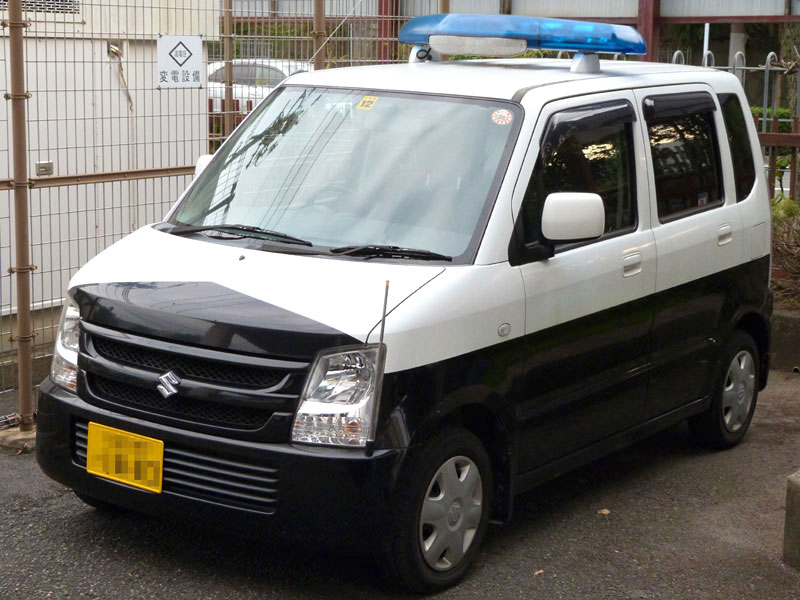
青色回転灯と拡声器を装備した青色防犯パトロールカー

青色防犯パトロール（あおいろぼうはんパトロール）とは、日本の自主防犯ボランティアのうち、青色の回転灯を装備した自動車（青パト）を用いて行われる防犯パトロールのこと。
一般自動車への回転灯装備は法令で禁止されているが、自主防犯パトロール運動の高まりにより、2004年（平成16年）から所定の届出の上で認可を受ければ青色回転灯を自動車に装備できるようになった。青色防犯パトロールはこのような認可を受けた自主防犯のための活動団体（市町村や町内会・自治会など。詳細は後述）で行われる。宮城県や大分県のようにライフセービングクラブ(水難救助ボランティア団体)でパトロールカーの運用を行っているところもある。

## 概要
防犯活動を認められた団体が自主防犯パトロールとして実施を許可された青色回転灯装備の自主防犯活動用自動車で、一般自動車への回転灯装備は法令で禁止されているが、2004年（平成16年）12月1日に道路運送車両法の保安基準が緩和されたことに伴い、警察からの自主防犯パトロールを適正に行うことが出来ると証明を受けた団体は青色回転灯の装備が認められている。

## 歴史
2002年・2003年（平成14年・15年）に刑法犯の認知件数が戦後最多となったことから、自主防犯活動団体への支援の強化が閣議決定・警察庁のプラン策定によって示された。この流れの中で全国では自主防犯活動を行う団体が増加したが、このような団体の中から「緊急車両のような回転灯を装備することでより効果が向上する」旨の意見が挙がった。これを受けて警察庁と国土交通省は2004年（平成16年）9月に「自主防犯パトロールに使用する自動車に青色回転灯を装備する場合の取扱いについて」を発表、認定を受けた車両については回転灯の装備を道路運送車両法の規制の対象外とすることし、同年12月1日から運用が開始された。

## 自主防犯活動を行う団体
自主防犯活動を行うにあたり、申請の際は次の各項を満たす必要がある。
1. 自主防犯パトロールを行う団体は、次の1〜4のいずれかに該当すること
  1. 県または市（区）町村
  2. 知事、警察本部長・警察署長、市（区）町村長（以下、「知事など」という）から防犯活動の委嘱を受けた団体または知事などから委嘱を受けた者により構成される団体
  3. 地域安全活動を目的として設立された一般社団法人および一般財団法人、NPO法人、地方自治法の規定により市町長の認可を受けた自治会など
  4. 上記1から3までのいずれかから防犯活動の委託を受けた者
2. 実績・計画に照らし、継続的な自主防犯パトロールの実施が認められること。
3. 青色防犯パトロール講習を受講していることなど、防犯パトロール中に予想される事案に対し、適切に対応できると認められること
4. 青色防犯パトロールを適切な方法により実施することができると認められること

自主防犯パトロールはボランティア活動の一種であり、警備会社と異なり 目に見える経済的収入が無いため 財政基盤が極めて弱く、活動資金的に余裕の無い防犯団体は全国に数多く存在している。このため、自治体によっては青パト車両を防犯団体に貸し出したりしているところもある。日常活動は各校区の町内会・自治会の役員・小学校などのPTA、現役を引退した高齢者などによる、無償のボランティアにより何とか維持されているという団体が目立つ。

## 申請
申請はパトロール地域を管轄する警察署を通じて行う。パトロール実施者証の交付後、約2年毎に青色防犯パトロール講習を受講する。また証明書発行から15日以内に地方運輸支局で、自動車検査証に自主防犯活動用自動車の記載を受ける必要がある。

## 車両
- 青色回転灯を装備したパトロール車両は青パトと通称される[8]。青パトは回転灯を装備しているが道路交通法の定める緊急車両には該当しないため、サイレンを鳴らしての緊急走行は出来ない。

- 青パト活動は完全なボランティア活動であるため、青パトの車体購入費用はもちろんのこと、巡回のためのガソリン代や車両整備代、車検代、自賠責を含む自動車保険代、維持費なども含め、すべて自己負担である。
このため、青パトの完成度は防犯団体の経済力と密接な相関関係にあり、地方自治体が主体の防犯団体などでは予算が付くため専用の青パト車両を購入できる[9]が、これ以外の防犯団体は、民間の警備会社と異なり、どこも金銭的な安定収入が見込めないという厳しい状況下にあるため「広報車に毛が生えた程度」の青パトだったり、パトカー風の車体塗装費が捻出できなかったり、青色回転灯を1ランク下のスピーカー無しの物にせざるを得なかったりと、その完成度は実に様々である。

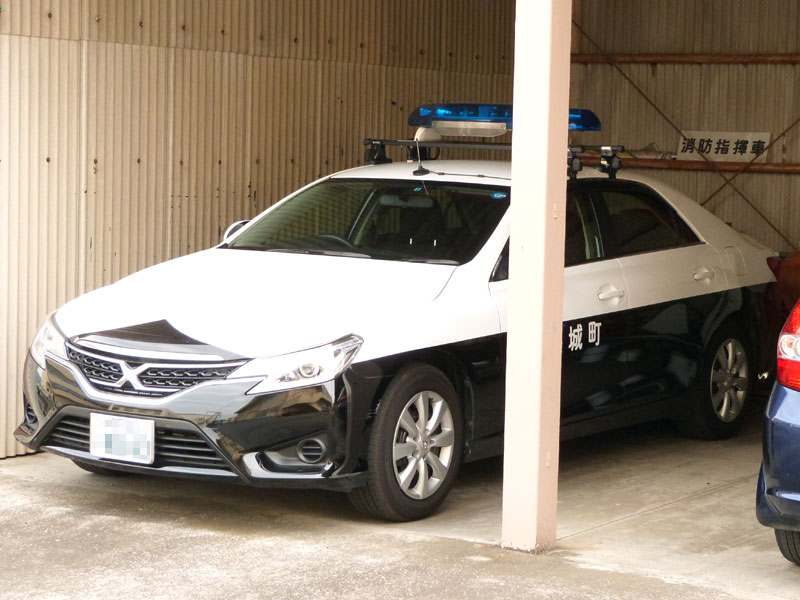
町役場が運用する青パト
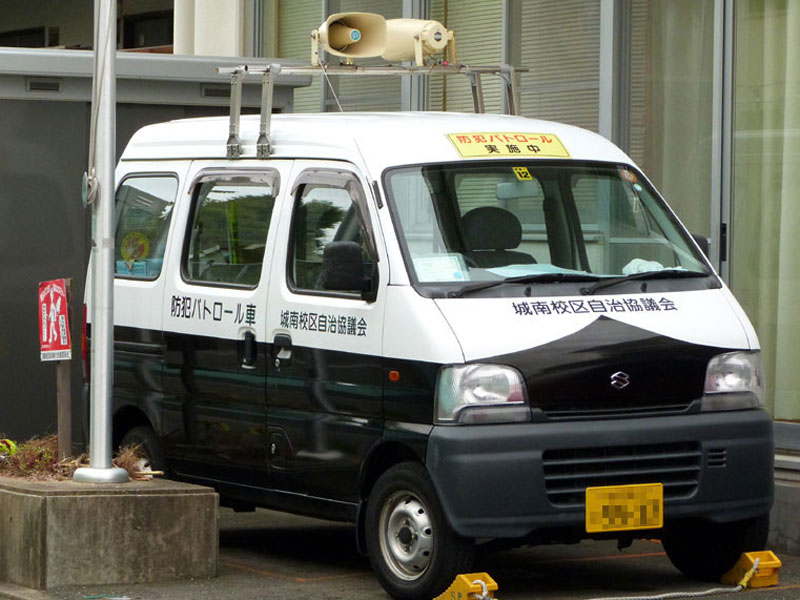
公民館の青パト
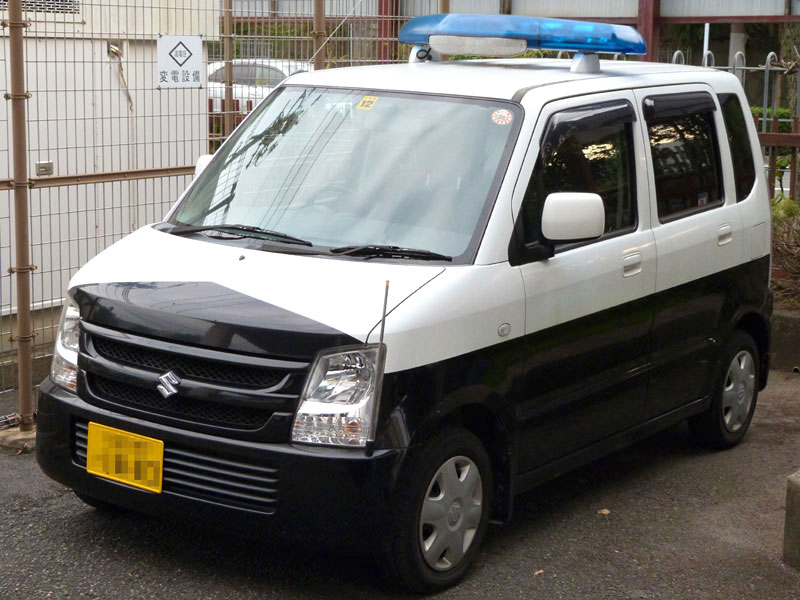
活動資金に余裕のある団体の青パト
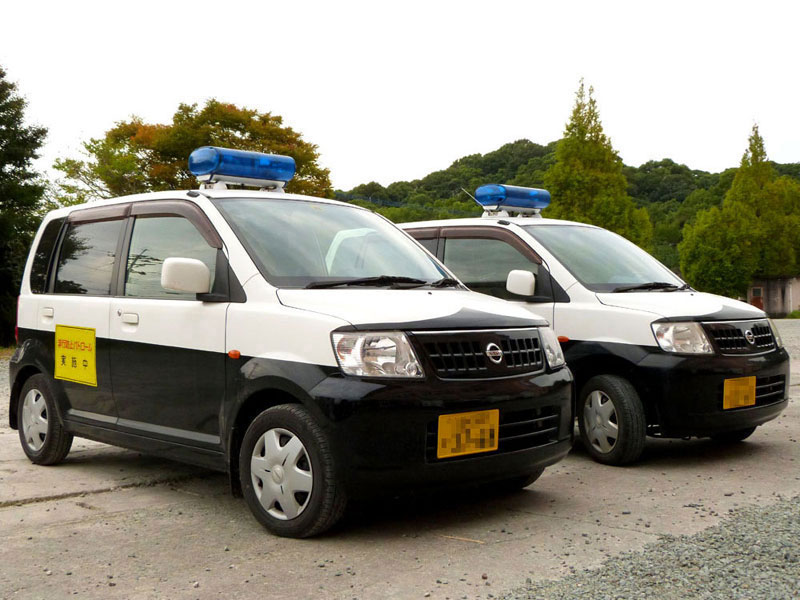
スピーカー無しの回転灯を装備する青パト
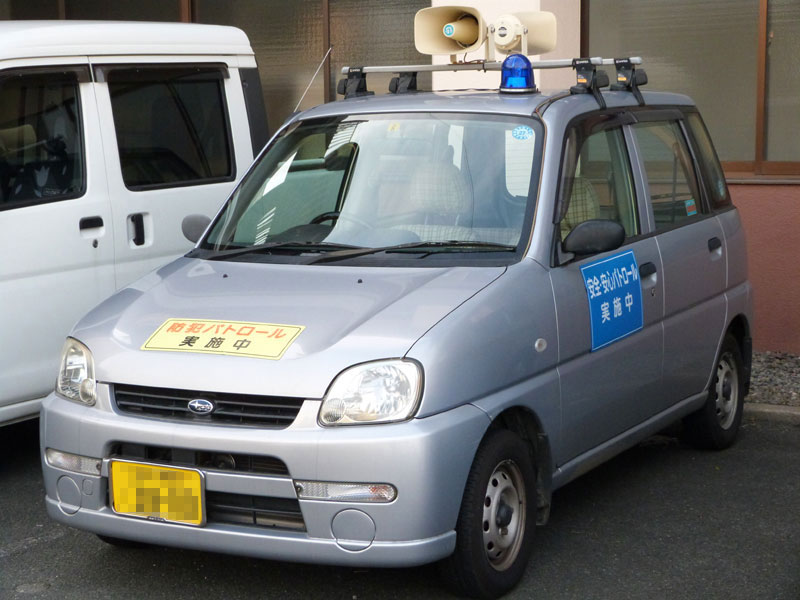
パトカー風の車体塗装費を捻出できなかった例
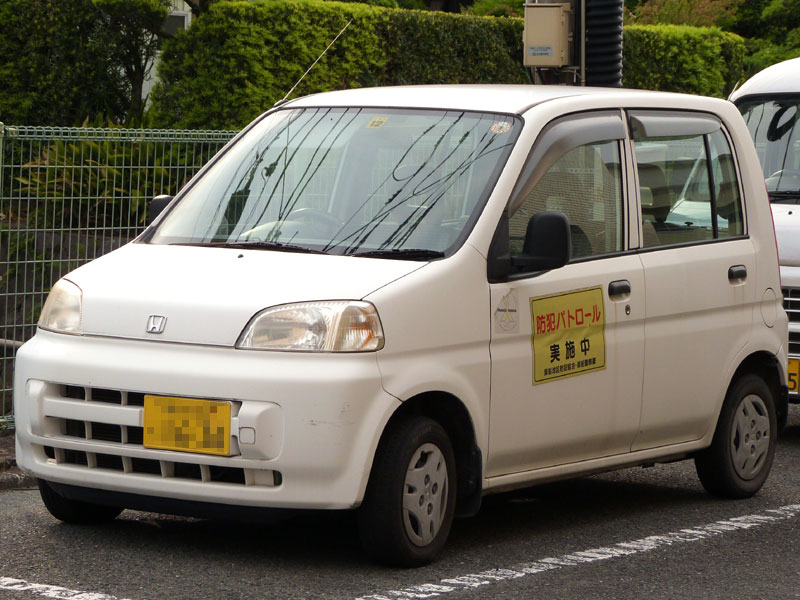
自家用車を青パトに使用している例
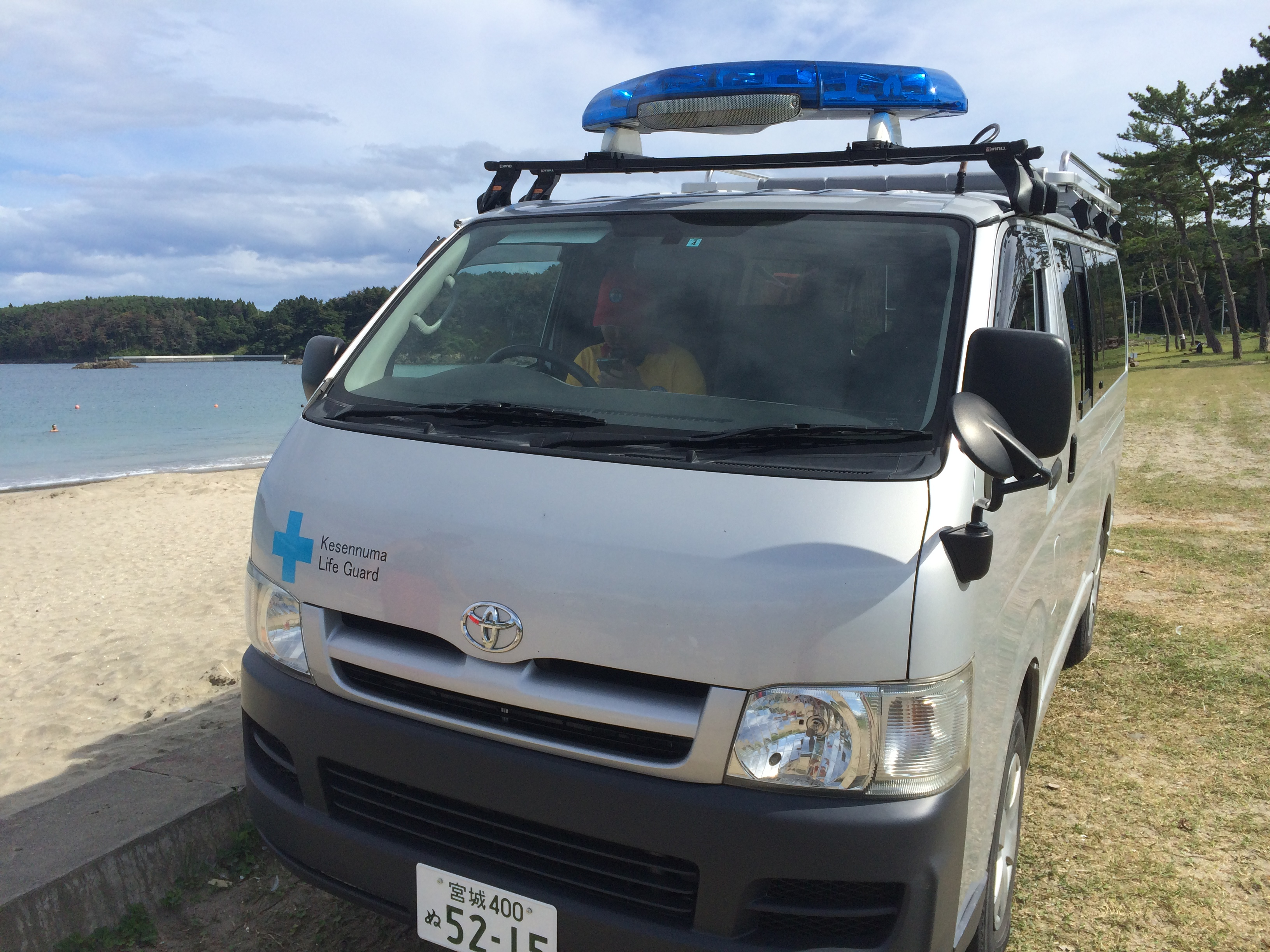
ライフセービングクラブが使用する青パト
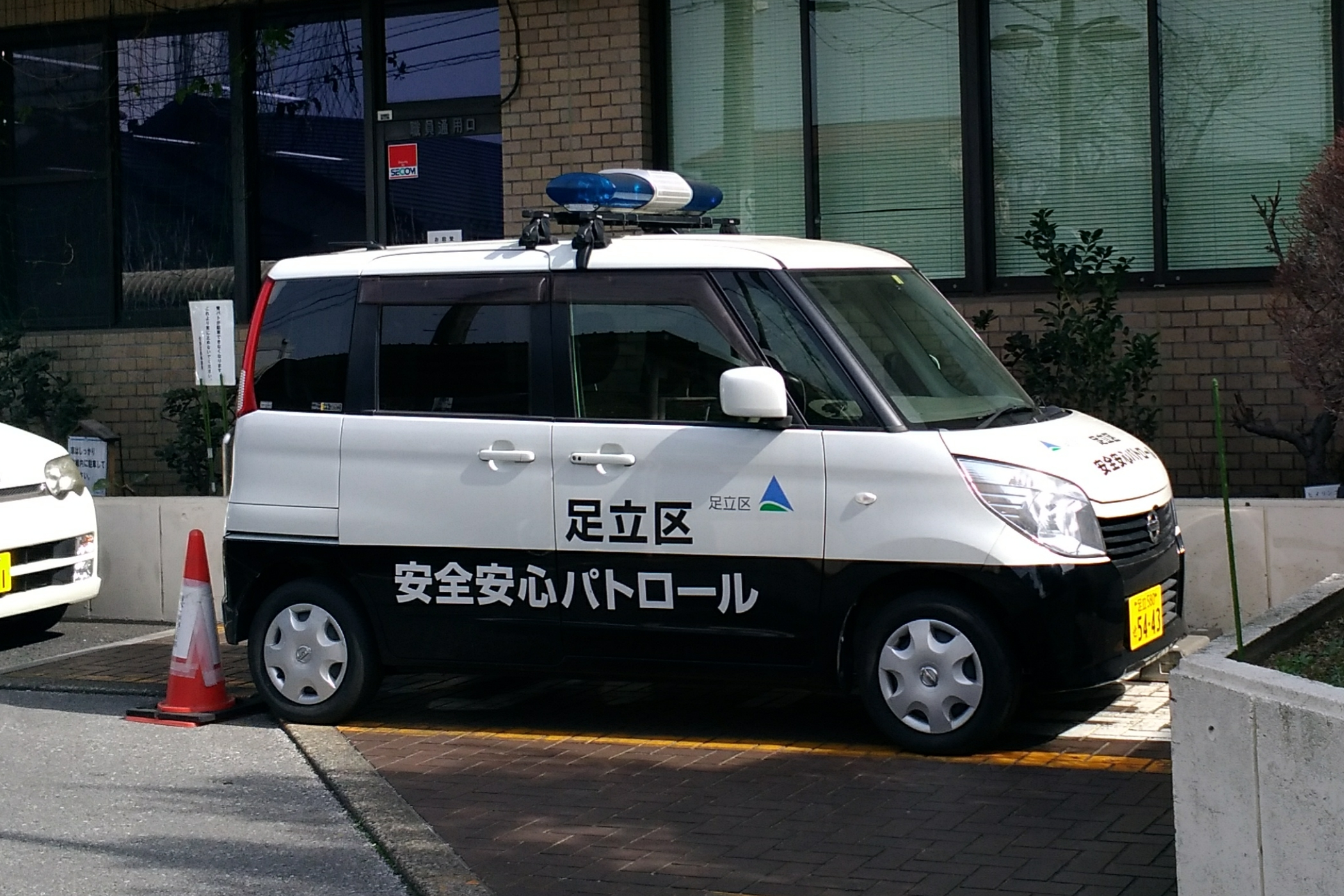
ルーフキャリア使った青パト（東京都足立区）
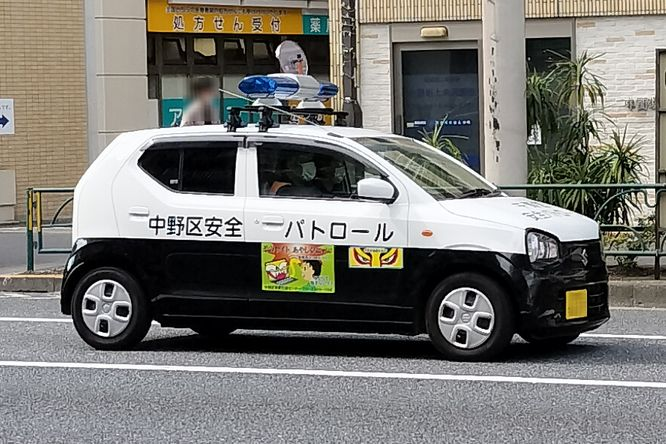
ルーフキャリア使った青パト（東京都中野区）

- 回転灯を直接ルーフに取り付ける場合、穴あけ、配線、防水などの手間がかかる。このためルーフキャリアを使う比較的簡単な方法がよく採用される。

- 青パト車両は、防犯団体に所属する個人所有の自家用車や軽トラックであったり、市町村などの自治体や公民館・町内会・自治会などの公用車であったりする。

- 経済的に余裕のある慈善団体や助成財団が、まれに青パト車両を寄贈してくれたり[10]、申請により購入費用の一部を助成してくれる場合がある。代表例に日本財団の「チーム青パト」プロジェクトがある。